# Boswell (Indiana)
Boswell es un pueblo ubicado en el condado de Benton en el estado estadounidense de Indiana. En el Censo de 2010 tenía una población de 778 habitantes y una densidad poblacional de 324,04 personas por km².

## Geografía
Boswell se encuentra ubicado en las coordenadas 40°30′59″N 87°22′28″O / 40.51639, -87.37444. Según la Oficina del Censo de los Estados Unidos, Boswell tiene una superficie total de 2.4 km², de la cual 2.4 km² corresponden a tierra firme y (0%) 0 km² es agua.

## Demografía
Según el censo de 2010, había 778 personas residiendo en Boswell. La densidad de población era de 324,04 hab./km². De los 778 habitantes, Boswell estaba compuesto por el 87.92% blancos, el 0.64% eran afroamericanos, el 0.26% eran amerindios, el 0.13% eran asiáticos, el 0% eran isleños del Pacífico, el 10.15% eran de otras razas y el 0.9% pertenecían a dos o más razas. Del total de la población el 15.04% eran hispanos o latinos de cualquier raza.